# Massacre de Kansas City

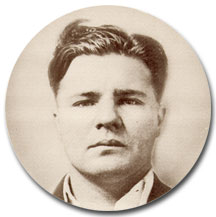
Charles Arthur “Pretty Boy” Floyd, sospitós d'haver participat en la matança, però probablement no part d'ella. Foto dels arxius del FBI.

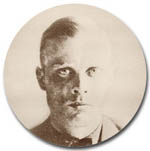
Vernon Miller. Foto dels arxius del FBI.

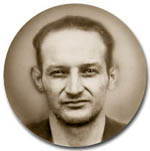
Adam Richetti. Foto dels arxius del FBI.

La massacre de Kansas City va ser el tiroteig i assassinat de quatre oficials de policia i un delinqüent fugitiu a l'estació de ferrocarril Union Station de Kansas City, Missouri, el matí del 17 de juny de 1933.
Va ocórrer com a part de l'intent per part d'una banda liderada per Vernon Miller d'alliberar Frank "Jelly" Nash, un presoner federal. En aquell moment, Nash estava en la custòdia de diversos agents de policia que l'estaven tornant a la Penitenciària dels EUA a Leavenworth, Kansas, de la qual s'havia escapat tres anys abans.
L'FBI va identificar Pretty Boy Floyd com un dels tiradors. Tanmateix hi ha proves que apunten que no hi va estar implicat.